# Fritz Weber
Friedrich Wilhelm Matthias Weber (Vienna, 4 giugno 1895 – Vienna, 1º giugno 1972) è stato un ufficiale e scrittore austriaco.

## Biografia
Friedrich Weber, chiamato “Fritz” già dalla sua infanzia, nasce a Vienna il 4 giugno 1895. Suo padre, Anton Weber, era un dirigente della birreria Schwechater. Dal 1910 al 1915 Fritz riceve una formazione militare presso la Scuola dei Cadetti di Artiglieria a Traiskirchen (Bassa Austria). Nel maggio 1915 è arruolato in guerra come alfiere del sesto battaglione d'artiglieria nel Forte Verle (300 uomini, 10 cannoni, 15 mitragliatrici) sul fronte italiano. Dopo pesanti bombardamenti dell'artiglieria italiana il comandante abbandona il forte. Solo circa cinquanta uomini volontari tengono la postazione sotto il comando di Fritz Weber fino al ritorno della guarnigione completa. In questo periodo fa amicizia col suo commilitone Luis Trenker. Più tardi il fronte si sposta verso Asiago e nell'estate del 1916 il forte è quasi completamente evacuato. Fritz Weber partecipa a parecchie battaglie dell'Isonzo. Per le sue prestazioni militari e il suo impegno straordinario è decorato con la medaglia d'argento al valor militare e altri ordini. Dopo la caduta dell'Impero austro-ungarico, Fritz Weber - frattanto promosso capitano - rientra a Vienna attraversando il passo di Semmering con le batterie di artiglieria rimaste.
Dopo la guerra fa parte di una commissione che si occupa della demarcazione del nuovo confine dello stato austriaco al passo del Brennero. In questo periodo il suo legame con l'Alto Adige si approfondisce, così come più tardi esprimerà in numerose opere. Nel 1921 ritorna a Vienna e studia giurisprudenza per qualche semestre. Seguendo la sua inclinazione inizia a scrivere. È redattore presso vari giornali, fra cui la Neue Freie Presse a Vienna. Contemporaneamente scrive dei libri.
La sua prima opera è il romanzo utopistico Die Toten der Svea (1930). Dal 1931 scrive parecchi libri trattanti gli eventi sul fronte meridionale austriaco nella Grande Guerra. Questi libri diventeranno delle opere classiche sulla guerra sulle Alpi e le dodici battaglie dell'Isonzo. Il racconto autobiografico Das Ende einer Armee (La fine di un esercito , titolo della traduzione italiana: Tappe della disfatta), scritto nel 1933, sarà il suo più grande successo. Non è un libro di guerra ma ammonimento e commemorazione insieme. Poco dopo pubblica Isonzo 1915, Isonzo 1916, Isonzo 1917 (Dal Monte Nero a Caporetto) e Alpenkrieg (Guerra sulle Alpi 1915 -1917).
Nella seconda metà degli anni trenta scrive principalmente romanzi. Si stabilisce una cooperazione con Luis Trenker, come risultato della quale sono pubblicati prima e durante la seconda guerra mondiale quattro romanzi (vedi sotto) e il copione per il film di Luis Trenker Der Rebell.
Contemporaneamente riprende la sua attività giornalistica scrivendo per vari giornali a Vienna e a Monaco di Baviera.
Nella seconda guerra mondiale è richiamato in servizio militare e inviato sul fronte balcanico. Verso la fine della guerra è fatto prigioniero dalle truppe alleate.
In seguito vive a Grieskirchen (Alta Austria) e a Mattsee nella provincia di Salisburgo. In occasione di una lettura del suo libro Das Ende einer Armee (Tappe della Disfatta) a Unterach am Attersee fa conoscenza di una figlia dell'inventore Viktor Kaplan e la sposa nel 1949. Da questo matrimonio nascono due figli e una figlia.
All'inizio degli anni cinquanta l'amicizia con Luis Trenker s'interrompe, perché Trenker contesta i diritti d’autore di Fritz Weber sulle opere menzionate. Fritz Weber intenta un'azione di accertamento. La controversia si chiude con un accordo.
Dal 1962 vive a Salisburgo. Nel 1970 si ammala gravemente e muore nel 1972 a Vienna. È sepolto nel mausoleo della famiglia Kaplan a Unterach am Attersee dov'è posta una lapide commemorativa.

## Opere letterarie

### Memorie di guerra
- Das Ende einer Armee (dal 1959 col titolo "Das Ende der alten Armee")
  1. Granaten und Lawinen (1931)
  2. Menschenmauer am Isonzo (1932)
  3. Sturm an der Piave (1932)
  4. Das Ende der Armee (1933)

Tradotto in italiano con il titolo "Tappe della disfatta", traduzione di Renzo Segàla, Milano: Mursia 1965, ristampa 2004, ISBN 88-425-3324-6

### Storia militare
- Isonzo 1915, 1933
- Isonzo 1916, 1933
- Isonzo 1917, 1933

Tradotti in italiano con il titolo "Dal Monte Nero a Caporetto, Le dodici battaglie dell'Isonzo 1915-1917", traduzione di Lydia Magliano, Milano: Mursia 1965, ristampa 2006, ISBN 88-425-3684-9
- Alpenkrieg, 1934

Tradotto in italiano con il titolo "Guerra sulle Alpi 1915-1917", traduzione di Aldo Sparagni, Milano: Mursia 1995, ISBN 88-425-1795-X
- Hurra die Gams, 1956 (Julius Ringel, scritto di Fritz Weber)

### Romanzi
- Die Toten der Svea, 1930
- Die Trommel Gottes, 1936
- Im Feuerkreis der Liebe, 1938
- Sperrfort Rocca Alta, 1938 (Luis Trenker, scritto da Fitz Weber)
- Der Feuerteufel, 1940 (Luis Trenker, scritto da Fritz Weber, testo in gran parte identico a Der Mann von Rinn)
- Hauptmann Ladurner, 1940 (Luis Trenker, scritto da Fritz Weber)
- Sterne über den Gipfeln, 1942 (Luis Trenker, scritto da Fritz Weber)
- Der zerrissene Himmel, 1948
- Der römische Brunnen, 1943
- Die Irrfahrt des Martin Rupp, 1952
- Der Mann von Rinn, 1949
- Der Berg schweigt, 1951
- Das Paradies ohne Engel, 1957
- Unsterbliche Geliebte du!, 1960

### Novelle
- Frontkameraden, 1935

### Poesie e satire
- Der Weisheit letzter Schluß, 1951
- Homunkulus, 1962 (inedito)